# Odontoceti
Gli odontoceti (Odontoceti Flower, 1867), detti anche cetacei dentati o meno comunemente denticeti, sono un sottordine dei cetacei, contraddistinti dal possedere denti veri e propri, anziché fanoni come avviene nell'altro sottordine dei cetacei, i misticeti. Delfini, capodogli e orche appartengono a questo sottordine.
Sono cacciatori attivi che si nutrono di pesci, cefalopodi, o, talvolta, di mammiferi marini.

## Anatomia
Gli Odontoceti hanno un unico sfiatatoio sulla sommità della testa, a differenza dei Misticeti che ne posseggono in numero pari. Le narici non sono fuse: una di loro è diventata dominante sull'altra.
Come adattamento per l'ecolocalizzazione, il cranio degli Odontoceti è diventato asimmetrico. Possiedono dei cervelli relativamente grandi, sebbene la loro crescita reale non cominci prima dello sviluppo dell'ecolocalizzazione. Il cervello presenta poche connessioni tra i due emisferi. Sul capo si trova un organo, chiamato melone, che ha il compito di concentrare le onde sonore, agendo come lente acustica. Le corde vocali sono assenti e i suoni vengono emessi mediante delle sacche aeree presenti sotto lo sfiatatoio. Hanno perso il senso dell'olfatto e mancano anche le ghiandole salivari
Eccezion fatta per i Capodogli, gli Odontoceti sono generalmente più piccoli dei Misticeti. I denti differiscono considerevolmente tra le specie. Possono essere numerosi (in alcuni delfini superano il centinaio), assumere forme bizzarre come nel narvalo, che possiede una singola lunga zanna, o essere quasi totalmente assenti come negli zifidi, che presentano un solo dente nella mascella inferiore dei maschi.

## Comportamento

### Vocalizzazioni
Le vocalizzazioni sono di grande importanza per gli odontoceti. Molte specie mantengono una larga varietà di suoni per comunicare, e tutte le specie utilizzano suoni secchi per l'ecolocazione. I capodogli usano frequenze basse (forse meno di 50 kHz), mentre altri odontoceti utilizzano più suoni ad alta frequenza (come le focene o alcune specie di Cephalorhynchus). La maggior parte dei delfini, comunque, usa suoni secchi a banda larga. Uno dei più antichi cetacei a usare l'ecolocazione fu Papahu, un platanistoide del Miocene inferiore (circa 20 milioni di anni fa) della Nuova Zelanda.

### Movimento
La maggior parte degli odontoceti nuota rapidamente. Le specie più piccole occasionalmente riescono a cavalcare le onde, e i delfini sono spesso visti affiancare le navi "accompagnandole" nuotando in superficie. I delfini sono anche famosi per le loro evoluzioni acrobatiche fuori dall'acqua (ad esempio Stenella longirostris).

### Comportamento sociale
Generalmente, gli odontoceti vivono in gruppi fino a una dozzina di animali. Questi gruppi occasionalmente si fondono con altri, dando vita a veri e propri "supergruppi", aggregazioni di centinaia di animali. Gli odontoceti sono capaci di interazioni complesse, come la caccia in cooperazione. In cattività alcune specie mostrano un alto potenziale di apprendimento; per questa ragione gli odontoceti sono considerati tra gli animali più intelligenti.

## Impatto umano
Il capodoglio è stato cacciato commercialmente per lungo tempo; nonostante piccoli cetacei come i globicefali (gen. Globicephala) sono cacciati ancora oggi, il principale pericolo per la maggior parte delle specie è la cattura accidentale nelle reti da pesca.
Tenere in cattività cetacei di piccole e medie dimensioni (come il tursiope, il beluga ma anche l'orca) è una grande attrazione per i parchi acquatici e gli zoo. In ogni caso, questa situazione è causa di controversie, poiché i mammiferi marini hanno bisogno di grandi spazi per vivere.
Anche altre attività umane hanno impatto su queste specie. Ad esempio, il Lipotes vexillifer si è estinto nel 2006 a causa della costruzione della Diga delle tre gole.

## Sistematica
- ORDINE CETACEA
  - Sottordine Odontoceti: cetacei con i denti
    - Famiglia Delphinidae: delfinidi
      - Genere Cephalorhynchus
        - Cefalorinco di Commerson, Cephalorhynchus commersonii
        - Cefalorinco eutropia, Cephalorhynchus eutropia
        - Cefalorinco di Heaviside, Cephalorhynchus heavisidii
        - Cefalorinco di Hector, Cephalorhynchus hectori

      - Genere Steno
        - Steno, Steno bredanensis

      - Genere Sousa
        - Susa atlantica, Sousa teuszii
        - Susa dell'Oceano Indiano, Sousa plumbea
        - Susa indopacifica, Sousa chinensis
        - Susa australiana, Sousa sahulensis

      - Genere Sotalia
        - Sotalia, Sotalia fluviatilis
        - Sotalia marina, Sotalia guianensis

      - Genere Tursiops
        - Tursiope,  Tursiops truncatus
        - Tursiope indo-pacifico, Tursiops aduncus

      - Genere Stenella
        - Stenella maculata pantropicale, Stenella attenuata
        - Stenella maculata atlantica, Stenella frontalis
        - Stenella dal lungo rostro, Stenella longirostris
        - Stenella climene, Stenella clymene
        - Stenella striata, Stenella coeruleoalba

      - Genere Etruridelphis
        - Delfino Etrusco, Etruridelphis giulii (fossile, estinto)

      - Genere Delphinus
        - Delfino comune, Delphinus delphis
        - Delfino comune dal lungo rostro, Delphinus capensis
        - (Delfino comune arabo, Delphinus tropicalis)

      - Genere Lagenodelphis
        - Lagenodelfino, Lagenodelphis hosei

      - Genere Lagenorhynchus
        - Lagenorinco rostrobianco, Lagenorhynchus albirostris
        - Lagenorinco acuto, Lagenorhynchus acutus
        - Lagenorinco dai denti obliqui, Lagenorhynchus obliquidens
        - Lagenorinco scuro, Lagenorhynchus obscurus
        - Lagenorinco australe, Lagenorhynchus australis
        - Lagenorinco dalla croce, Lagenorhynchus cruciger

      - Genere Lissodelphis
        - Lissodelfino boreale, Lissodelphis borealis
        - Lissodelfino australe, Lissodelphis peronii

      - Genere Grampus
        - Grampo, Grampus griseus

      - Genere Peponocephala
        - Peponocefalo, Peponocephala electra

      - Genere Feresa
        - Feresa, Feresa attenuata

      - Genere Pseudorca
        - Pseudorca, Pseudorca crassidens

      - Genere Orcinus
        - Orca, Orcinus orca

      - Genere Globicephala
        - Globicefalo, Globicephala melas
        - Globicefalo di Gray, Globicephala macrorhynchus

      - Genere Orcaella
        - Orcella asiatica, Orcaella brevirostris
        - Orcella australiana, Orcaella heinsohni

    - Famiglia Monodontidae
      - Genere Monodon
        - Narvalo, Monodon monoceros

      - Genere Delphinapterus
        - Beluga, Delphinapterus leucas

    - Famiglia Phocoenidae: focene
      - Genere Neophocaena
        - Neofocena, Neophocaena phocaenoides

      - Genere Phocoena
        - Focena comune, Phocoena phocoena
        - Focena del Golfo di California, Phocoena sinus
        - Focena dagli occhiali, Phocoena dioptrica
        - Focena spinipinne, Phocoena spinipinnis

      - Genere Phocoenoides
        - Focenoide, Phocoenoides dalli

    - Famiglia Physeteridae
      - Genere Physeter
        - Capodoglio, Physeter macrocephalus

    - Famiglia Kogiidae
      - Genere Kogia
        - Cogia di Owen, Kogia sima
        - Cogia di De Blainville, Kogia breviceps

    - Famiglia Ziphidae: Zifidi
      - Genere Ziphius
        - Zifio, Ziphius cavirostris

      - Genere Berardius
        - Berardio australe, Berardius arnuxii
        - Berardio boreale, Berardius bairdii
        - Berardio di Sato, Berardius minimus

      - Genere Tasmacetus
        - Tasmaceto, Tasmacetus shepherdi

      - Sottofamiglia Hyperoodontidae
        - Genere Indopacetus
          - Mesoplodonte di Longman, Indopacetus pacificus

        - Genere Hyperoodon
          - Iperodonte boreale, Hyperoodon ampullatus
          - Iperodonte australe, Hyperoodon planifrons

        - Genere Mesoplodon, Mesoplodonte
          - Mesoplodonte di Hector, Mesoplodon hectori
          - Mesoplodonte di True, Mesoplodon mirus
          - Mesoplodonte di Gervais, Mesoplodon europaeus
          - Mesoplodonte di Sowerby, Mesoplodon bidens
          - Mesoplodonte di Gray, Mesoplodon grayi
          - Mesoplodonte pigmeo, Mesoplodon peruvianus
          - Mesoplodonte di Bowdoin, Mesoplodon bowdoini
          - Mesoplodon bahamondi
          - Mesoplodonte di Hubbs, Mesoplodon carlhubbsi
          - Mesoplodonte di Nishiwaki, Mesoplodon ginkgodens
          - Mesoplodonte di Stejneger, Mesoplodon stejnegeri
          - Mesoplodonte di Layard, Mesoplodon layardii
          - Mesoplodonte di De Blainville, Mesoplodon densirostris
          - Mesoplodonte di Perrin, Mesoplodon perrini
          - Mesoplodonte di Travers, Mesoplodon traversii

    - Superfamiglia Platanistoidea: delfini di fiume
      - Famiglia Iniidae
        - Genere Inia
          - Inia, Inia geoffrensis
          - Delfino boliviano, Inia boliviensis
          - Delfino dell'Araguaia, Inia araguaiaensis

        - Genere †Ischyrorhynchus[1] (Miocene)
        - Genere †Saurocetes[1] (Miocene)

      - Famiglia Lipotidae
        - Genere Lipotes
          - Lipote, Lipotes vexillifer

      - Famiglia Platanistidae
        - Genere Platanista
          - Platanista, Platanista gangetica
          - Delfino dell'Indo, Platanista minor (da alcuni considerato sottospecie della specie precedente)

        - Genere †Pomatodelphis[1] (Miocene)
        - Genere †Zarhachis[1] (Miocene)

      - Famiglia Pontoporiidae
        - Genere Pontoporia
          - Pontoporia, Pontoporia blainvillei

        - Genere †Parapontoporia[1] (Pliocene e Miocene)
        - Genere †Pliopontos[1] (Pliocene)
        - Genere †Brachydelphis[1] (Miocene)
        - Genere †Pontistes[1] (Miocene)

    - Posizione sistematica discussa
      -         - Genere †Eoplatanista (Miocene)